# Condado de Placer
El condado de Placer es uno de los 58 condados del Estado estadounidense de California. 
La sede del condado es Auburn, y su mayor ciudad es Roseville. El condado posee un área de 3892 km², una población de 248 399 habitantes, y la densidad de población es de 68 hab/km² (según censo nacional de 2000). Este condado fue fundado en 1851.

## Geografía
Según la Oficina del Censo, el condado tiene un área total de 3892,8 km² (1503 sq mi), de la cual 3636,3 km² (1404 sq mi) es tierra y 253,8 km² (98 sq mi) (6,55%) es agua.

### Condados adyacentes
- Condado de El Dorado, California - sur
- Condado de Sacramento, California - suroeste
- Condado de Sutter, California - este
- Condado de Yuba, California - noroeste
- Condado de Nevada, California - norte
- Condado de Washoe, Nevada - este
- Condado de Douglas, Nevada - sureste

### Localidades

#### Ciudades
Auburn |
Colfax |
Lincoln |
Loomis |
Rocklin |
Roseville 

#### Lugares designados por el censo
Alta |
Carnelian Bay |
Dollar Point |
Foresthill |
Granite Bay |
Kings Beach |
Meadow Vista |
North Auburn |
Penryn |
Sheridan |
Sunnyside-Tahoe City |
Tahoe Vista 

#### Áreas no incorporadas
Applegate |
Dutch Flat |
Homewood |
Newcastle |
Ophir |
Squaw Valley |
Tahoma |
Weimar 

## Demografía
Según la Oficina del Censo, en 2000, había 248 399 personas, 93 382 hogares, y 67 701 familias que residían en el condado. La densidad de población era de 68 personas por kilómetro cuadrado (177/sq mi). Había 107 302 viviendas en una densidad media de 30 por kilómetro cuadrado (76/sq mi²). La composición racial del condado era de 88,59% blancos, el 0,82% negros o afroamericanos, el 0,89% amerindios, el 2,95% asiáticos, 0,16% isleños del Pacífico, el 3,39% de otras razas, y el 3,21% de dos o más razas. El 9,67% de la población eran hispanos o latinos de cualquier raza. El 89,7% de la población tenía el inglés y el 6,0% el español como primera lengua.
En 2000 había 93 382 hogares de los cuales 35,3% tenían niños bajo la edad de 18 que vivían con ellos, el 59,4% eran parejas casadas viviendo juntas, el 9,2% tenían a una mujer divorciada como la cabeza de la familia y el 27,50% no eran familias. El 21,3% de todas las viviendas estaban compuestas por individuos y el 8,1% tenían a alguna persona anciana de 65 años de edad o más. El tamaño del hogar promedio era de 2,63 y el tamaño promedio de una familia era de 3,06.
En el condado la composición por edad era del 26,5% menores de 18 años, el 6,9% tenía entre 18 a 24 años, el 29,0% de 25 a 44, el 24,5% entre 45 a 64, y el 13,1% tenía 65 años de edad o más. La edad promedia era 38 años. Por cada 100 mujeres había 96,40 varones. Por cada 100 mujeres mayores de 18 años había 93,90 varones.
El ingreso promedio en 2000 para una vivienda en el condado era de $57 535, y la renta media para una familia era $65 858. Los varones tenían una renta media de $50 410 contra $33 763 para las mujeres. El ingreso per cápita del condado era de $27 963. Alrededor del 3,9% de las familias y del 5,8% de la población estaban por debajo del umbral de pobreza, el 6,30% eran menores de 18 años de edad y el 3,80% eran mayores de 65 años.

## Transporte

### Principales autopistas
- Interestatal 80
- Ruta Estatal de California 28
- Ruta Estatal de California 49
- Ruta Estatal de California 65
- Ruta Estatal de California 89
- Ruta Estatal de California 174
- Ruta Estatal de California 267